# Monasterio San Damián de los Planes de Renderos
Es un convento el cual está habitado por la orden de Santa Clara o Clarisas, la única fraternidad de clarisas en El Salvador

## Historia
Las Clarisas residentes en Guatemala, en el convento de Puerto Parada, floreció admirablemente en vocaciones y nació el deseo de expandir la semilla de nuestra madre Santa Clara en El Salvador. Llegaron las primeras cinco hermanas al país el 22 de agosto de 1986, con el apoyo de los Frailes Franciscanos, con el deseo de acompañar a este sufrido pueblo con el bello apostolado de la oración, una oración encarnada en las realidades concretas que vivía el pueblo.

## Las Clarisas en la actualidad
Este convento es uno de los más reconocidos por estar más apegado a la pobreza evangélica que tanto predicó su fundador San Francisco de Asís y la fundadora, abadesa y madre de la congregación Santa Clara de Asís, además de ser el único convento de clarisas, es también uno de los monasterios más apegados a la ideología romerística: sentir con la Iglesia y La Iglesia de los pobres ambos dichos de Monseñor Romero y es que este convento es el más rústico del país y práctica fidedignamente el dicho más sonado del obispo antes mencionado: La Gloria de Dios es que el pobre viva.
La pobreza evangélica, que Clara y las Damas Pobres de San Damián practican, nos asombra; sin embargo, su ejemplo no deja de seducirnos y de motivarnos a imitarlas, según nuestra condición y estado de vida. Estrellas maravillosas en todo lo que atañe al amor a los demás. Amor entretejido de respeto, de colaboración, de ayuda, de servicios y de todas aquellas finas atenciones que hacen tan hermoso el verdadero amor cristiano. Amor cristalino de su alma pura. Amor generoso de su gran corazón. Amor espiritual, reflejo fiel de su supremo amor a Jesucristo.

Su caridad se dirige, principalmente, a todas y cada una de las religiosas con las cuales convive: caridad que suaviza su vida claustral; caridad que las alivia en sus penas; caridad que las motiva a ser amables, magnánimas, comprensivas, laboriosas, pacientes y humildes.